# Список пищевых добавок E700 — E799

## E700-E799
Пищевые добавки. Группа антибиотики.
| Индекс | Название вещества | Английское название  | Технологические функции |
| ------ | ----------------- | -------------------- | ----------------------- |
| E700   | Бацитрацин        | Бацитрацин           |                         |
| E701   | Тетрациклины      | Тетрациклинs         |                         |
| E710   | Спирамицины       | Спирамицинs          |                         |
| E711   | Вирджинамицины    | en:Virginiamicins    |                         |
| E712   | Флавофосфолипол   | en:Flavophospholipol |                         |
| E713   | Тилозин           | Тилозин              |                         |
| E714   | Монензин          | en:Monensin          |                         |
| E715   | Авопарцин         | en:Avoparcin         |                         |
| E716   | Салиномицин       | Салиномицин          |                         |
| E717   | Авиламицин        | en:Avilamycin        |                         |

| Обозначения | | | | | |
| Exxx        | Вещество не входит в список пищевых добавок, разрешённых к применению в пищевой промышленности в Российской Федерации (Приложение 1 к СанПиН 2.3.2.1293-03)                                                             | Вещество не входит в список пищевых добавок, разрешённых к применению в пищевой промышленности в Российской Федерации (Приложение 1 к СанПиН 2.3.2.1293-03)                                                             | Вещество не входит в список пищевых добавок, разрешённых к применению в пищевой промышленности в Российской Федерации (Приложение 1 к СанПиН 2.3.2.1293-03)                                                             | Вещество не входит в список пищевых добавок, разрешённых к применению в пищевой промышленности в Российской Федерации (Приложение 1 к СанПиН 2.3.2.1293-03)                                                             | Вещество не входит в список пищевых добавок, разрешённых к применению в пищевой промышленности в Российской Федерации (Приложение 1 к СанПиН 2.3.2.1293-03)                                                             |
| Exxx        | Вещество входило в список пищевых добавок, допустимых к применению в пищевой промышленности Российской Федерации в период с 2003 года по 1 августа 2008 года (СанПиН 2.3.2.2364-08)                                     | Вещество входило в список пищевых добавок, допустимых к применению в пищевой промышленности Российской Федерации в период с 2003 года по 1 августа 2008 года (СанПиН 2.3.2.2364-08)                                     | Вещество входило в список пищевых добавок, допустимых к применению в пищевой промышленности Российской Федерации в период с 2003 года по 1 августа 2008 года (СанПиН 2.3.2.2364-08)                                     | Вещество входило в список пищевых добавок, допустимых к применению в пищевой промышленности Российской Федерации в период с 2003 года по 1 августа 2008 года (СанПиН 2.3.2.2364-08)                                     | Вещество входило в список пищевых добавок, допустимых к применению в пищевой промышленности Российской Федерации в период с 2003 года по 1 августа 2008 года (СанПиН 2.3.2.2364-08)                                     |
| Exxx        | Вещество входит в список пищевых добавок, допустимых к применению в пищевой промышленности Российской Федерации в качестве вспомогательного средства для производства пищевой продукции (п.2.25.2 СанПиН 2.3.2.1293-03) | Вещество входит в список пищевых добавок, допустимых к применению в пищевой промышленности Российской Федерации в качестве вспомогательного средства для производства пищевой продукции (п.2.25.2 СанПиН 2.3.2.1293-03) | Вещество входит в список пищевых добавок, допустимых к применению в пищевой промышленности Российской Федерации в качестве вспомогательного средства для производства пищевой продукции (п.2.25.2 СанПиН 2.3.2.1293-03) | Вещество входит в список пищевых добавок, допустимых к применению в пищевой промышленности Российской Федерации в качестве вспомогательного средства для производства пищевой продукции (п.2.25.2 СанПиН 2.3.2.1293-03) | Вещество входит в список пищевых добавок, допустимых к применению в пищевой промышленности Российской Федерации в качестве вспомогательного средства для производства пищевой продукции (п.2.25.2 СанПиН 2.3.2.1293-03) |
| Exxx        | Вещество входит в список пищевых добавок, запрещённых к применению в пищевой промышленности других стран, но допустимых в Российской Федерации                                                                          | Вещество входит в список пищевых добавок, запрещённых к применению в пищевой промышленности других стран, но допустимых в Российской Федерации                                                                          | Вещество входит в список пищевых добавок, запрещённых к применению в пищевой промышленности других стран, но допустимых в Российской Федерации                                                                          | Вещество входит в список пищевых добавок, запрещённых к применению в пищевой промышленности других стран, но допустимых в Российской Федерации                                                                          | Вещество входит в список пищевых добавок, запрещённых к применению в пищевой промышленности других стран, но допустимых в Российской Федерации                                                                          |